# Аменд, Александр Филиппович
Алекса́ндр Фили́ппович Аме́нд (16 января 1929, п. Гуссенбах (ныне: Волгоградская область) — 18 февраля 2012, Челябинск) — доктор педагогических наук, профессор, Заслуженный учитель школы РСФСР (1978), Заслуженный работник высшей школы Российской Федерации (2004). Ректор Челябинского государственного педагогического университета (1994—2000).

## Биография
С 1941 года работал в колхозе села Шульгино (Тюменская область), с 1947 года — на Златоустовском машиностроительном заводе: рабочий, мастер. В 1958 году переехал в Челябинск.
Окончил факультет иностранных языков Свердловского государственного педагогического института в 1960 г. Работал учителем иностранного языка, заместителем директора школы-интерната № 2 (1958—1960), директором средней школы № 80 (1960—1962), директором школы-интерната № 9 (1962—1965). В 1965—1969 — заведующий отделом народного образования Советского района г. Челябинска, в 1969—1978 — первый заместитель заведующего Челябинским областным отделом народного образования. С 1978 — первый проректор по учебной работе, в 1994—2000 — ректор ЧГПИ, получившего под его руководством статус университета.
После ухода с поста ректора возглавлял институт образования и воспитания учащейся молодежи при ЧГПУ. Под его руководством открыты специальности: «социальная педагогика», «информатика», «психология», «логопедия», «обеспечение безопасности жизнедеятельности», «технология и предпринимательство» и др.; университет первым в России начал давать высшее образование воспитателям-педагогам детских садов. Руководил кандидатскими и докторскими диссертациями по специальности 13.00.01 — Общая педагогика, история педагогики и образования и 13.00.08 — Теория и методика профессионального образования. Школа А. Ф. Аменда насчитывает свыше 100 специалистов, успешно защитивших свои диссертации.
Автор более чем 200 научных работ, в том числе монографий, учебников и учебных пособий. Основная тема — экономическое образование учащейся молодежи. Член редакционных коллегий научных журналов «Современная высшая школа: инновационный аспект» и «Вестник Челябинского государственного педагогического университета».

## Награды
- Награждён тремя орденами и шестью медалями:
- Орден «Знак Почёта» (1976)
- Заслуженный учитель школы РСФСР (1978)
- Медаль «За трудовую доблесть» (1984)
- Отличник народного просвещения (1984)
- Медаль «Ветеран труда» (1987)
- Орден Дружбы (1995)
- Почетный работник высшего профессионального образования РФ (1998)
- Орден Почёта
- Заслуженный работник высшей школы РФ (2004)
- Медаль К. Д. Ушинского
- Медаль ЧГПУ «За трудовые заслуги» I степени
- Победитель конкурса «Человек года» в номинации «Образование» (1998)
- Почётный гражданин Челябинска (1999).